# Rhagodomma vittata
Genre
Espèce
Synonymes
- Rhagodes vittatus Pocock, 1899

Rhagodomma vittata, unique représentant du genre Rhagodomma, est une espèce de solifuges de la famille des Rhagodidae.

## Distribution
Cette espèce est endémique du Gujarat en Inde. Elle se rencontre vers Kharaghora.

## Description
Le mâle holotype mesure 30 mm.

## Publications originales
- Pocock, 1899 : Diagnoses of some new Indian Arachnida. Journal of the Bombay Natural History Society, vol. 12, p. 744-753 (texte intégral).
- Roewer, 1933 : Solifuga, Palpigrada. Dr. H.G. Bronn's Klassen und Ordnungen des Thier-Reichs, wissenschaftlich dargestellt in Wort und Bild. Akademische Verlagsgesellschaft M. B. H., Leipzig. Fünfter Band: Arthropoda; IV. Abeitlung: Arachnoidea und kleinere ihnen nahegestellte Arthropodengruppen, vol. 2/3, p. 161–480 (texte intégral).